# 白克羅埃西亞
白克罗地亚（又叫大克罗地亚，克罗地亚语：Bijela Hrvatska/Velika Hrvatska）是白克罗地亚人的故土，大致位於烏克蘭西部地区。部分白克罗地亚人在7至10世纪離開白克罗地亚前往西巴尔干定居。最近的考古学研究成果表明，白克羅地亞人在白克罗地亚建立了一些部落国家，他们一直在當地繁衍生息至10世纪末。部分史学家认为，在部分白克罗地亚人于6至7世纪移民后，越來越多的斯拉夫民族湧入白克罗地亚。 